# Nécropole mégalithique d'Alto das Madorras
La nécropole mégalithique d'Alto das Madorras est un site mégalithique situé dans la freguesia de Vila Verde (pt) de la commune d'Alijó, dans le district de Vila Real, au Portugal,. Elle est classée Bien d'intérêt public depuis 2012 .

## Situation
Ce complexe funéraire mégalithique est composé de sept tumulus situés dans la commune d'Alijó, et d'un huitième dans la commune voisine de Murça. Les tumulus s'échelonnent le long d'un sentier qui traverse encore aujourd'hui le plateau, à 840 m d'altitude, suggérant qu'ils étaient destinés à marquer cette ancienne voie.

## Description
Les tumulus ont un diamètre compris entre 20 et 50 m. Ils ont conservé leur couverture lithique de granite et de quartz blanc.